# 马加迪
马加迪（Magadi），是印度卡纳塔克邦Bangalore Rural县的一个城镇。总人口25000（2001年）。

## 人口
该地2001年总人口25000人，其中男性12747人，女性12253人；0—6岁人口3119人，其中男1556人，女1563人；识字率66.99%，其中男性为73.39%，女性为60.34%。